# Shinkansen-Baureihe 800
Die Shinkansen-Baureihe 800 (jap. 新幹線800系電車, Shinkansen 800-kei densha) ist ein japanischer Hochgeschwindigkeitszug, der für JR Kyūshū entwickelt wurde und seit März 2004 auf der Kyūshū-Shinkansen im Einsatz ist.

## Geschichte
Die Shinkansen-Baureihe 800 wurde anlässlich der Inbetriebnahme des ersten Teilstücks der Kyūshū-Shinkansen zwischen Kagoshima und Yatsushiro im März 2004 durch JR Kyūshū beschafft. Zwar basiert die Baureihe 800 auf der Baureihe 700, erhielt jedoch ein völlig andere Außengestaltung.
Zunächst wurden fünf Züge beschafft. Es zeigte sich jedoch, dass damit die Fahrzeugreserve zu knapp bemessen war und so wurde 2005 ein sechster Zug ausgeliefert, um die zweijährlich durchzuführende große Fahrzeuginspektion ohne Auswirkung auf den Fahrplan durchführen zu können.
Anlässlich der bevorstehenden Inbetriebnahme des Teilstücks zwischen Yatsushiro und Fukuoka – und damit die Vervollständigung der Kagoshima-Route – im März 2011 wurde ein zweites Baulos über drei Züge in Auftrag gegeben. Diese Züge wurden gegenüber der ersten Bauserie technisch modifiziert, um während der Fahrt Streckeninspektionen durchführen zu können. Dadurch konnte JR Kyūshū die Beschaffung dedizierter Inspektionszüge vermeiden, wie sie bei den anderen JR-Gesellschaften als Doctor Yellow zum Einsatz kommen.
Vergleichbar mit dem Schicksal der für JR West entwickelten Baureihe 500, wurde von der Baureihe 800 nur geringe Stückzahlen beschafft. Nach Auslieferung der zweiten Bauserie entschied JR Kyūshū, bei zukünftigen Beschaffungen auf die für die weitaus größere JR Central entwickelte und in großen Stückzahlen gebaute Baureihe N700 zu setzen (Skaleneffekte). So kommt beispielsweise auf der Nishi-Kyūshū-Shinkansen seit 2022 eine 6-Wagen-Variante der Baureihe N700S zum Einsatz.

## Technik
Bei der Baureihe 800 handelt es sich um einen sechsteiligen Triebzug, dessen Wagen alle angetrieben sind. Die Baureihe 800 wurde stark von der Baureihe 700 abgeleitet und viele technische Daten der beiden Baureihen entsprechen sich. Die Höchstgeschwindigkeit ist mit 260 km/h geringer, als bei der Baureihe 700, dafür ist allerdings die Beschleunigung der Baureihe 800 mit 2,5 km/h/s höher, um auch bei Steigungen von 35 Promille, wie sie die Kyūshū-Shinkansen aufweist, in angemessener Geschwindigkeit anfahren zu können.
Im Jahr 2009 wurde bei allen Zügen des ersten Bauloses eine Umrüstung der Zugbeeinflussungssysteme erforderlich, um Kompatibilität zur Baureihe N700 beibehalten zu können, die als Mizuho- und Sakura-Verbindungen von der Kyūshū-Shinkansen über die San’yō-Shinkansen nach Shin-Ōsaka verkehren. Die Umrüstung auf ATC-NS war zuvor auf der San’yō-Shinkansen bereits erfolgt.
Die drei Züge des zweiten Bauloses erhielten spezielle Ausrüstung zur Inspektion des Fahrwegs, der Oberleitung und der Signale. Dies ermöglicht die Durchführung der Inspektionsfahrten im Passagierbetrieb. Andere JR-Gesellschaften setzen zu diesem Zweck Dienstfahrzeuge ein, die unter dem Spitznamen Doctor Yellow bekannt geworden sind.

## Flotte
Mit Stand Januar 2021 sind neun Züge ausgeliefert, von denen noch acht im Einsatz sind. Die Flotte unterteilt sich in zwei Baulose. Alle Züge wurden von Hitachi hergestellt.
| Zugnummer | Auslieferungsdatum | Ausmusterung  | Anmerkungen |
| --------- | ------------------ | ------------- | --- |
| U001      | 30. August 2003    |               | |
| U002      | 16. September 2003 |               | |
| U003      | 6. Oktober 2003    |               | |
| U004      | 11. Dezember 2003  |               | |
| U005      | 28. Dezember 2003  | 16. März 2018 | Garnitur entgleiste während des Kumamoto-Erdbebens am 14. April 2016 und wurde irreparabel beschädigt und musste verschrottet werden. Eine Ersatzbeschaffung erfolgte nicht. |
| U006      | 18. Juli 2005      |               | Nachbestellung |
| U007      | 8. August 2009     |               | Zweites Baulos; Unterbaureihe 800-1000 mit Ausrüstung zur Inspektion des Fahrweges                                                                                           |
| U008      | 19. März 2010      |               | Zweites Baulos; Unterbaureihe 800-2000 mit Ausrüstung zur Inspektion der Oberleitung und Signale                                                                             |
| U009      | 24. November 2010  |               | Zweites Baulos; Unterbaureihe 800-1000 mit Ausrüstung zur Inspektion des Fahrweges                                                                                           |

## Ausstattung & Design
Die Baureihe 800 wurde in einem helleren weiß lackiert, als andere Shinkansen-Baureihen, wie z. B. die Baureihe N700. Unterhalb des Fensterbandes befindet sich ein schmaler, roter Streifen, der an den Endwagen mit einer schwarzen Silhouette einer Schwalbe abschließt. Die Schwalbe steht für Tsubame, dem Namen der Zugverbindung, die zur Eröffnung des ersten Teilstücks der Kyūshū-Shinkansen zwischen Kagoshima und Yatsushiro eingeführt wurde. Anfänglich trugen die Züge auch neben den Türen einen großen Schriftzug mit つばめ (Tsubame) und der Wagennummer. Nach der Eröffnung der vollständigen Kagoshima-Route der Kyūshū-Shinkansen wurde die Baureihe 800 allerdings auch auf einigen Kursen der Sakura-Verbindungen eingesetzt, was Fahrgäste potentiell verwirren konnte. Aus diesem Grund wurde im Rahmen der Auslieferung des zweiten Bauloses ein neues Logo eingeführt, das zwar weiterhin eine stilisiere Schwalbe enthält, aber keine explizite Nennung der Tsubame-Verbindung.
Die Sitzplatzanordnung ist 2+2 und in jedem Wagen wurde ein individuelles Farbkonzept umgesetzt, das Muster, Farben und Stoffe aus der Region nachahmt.

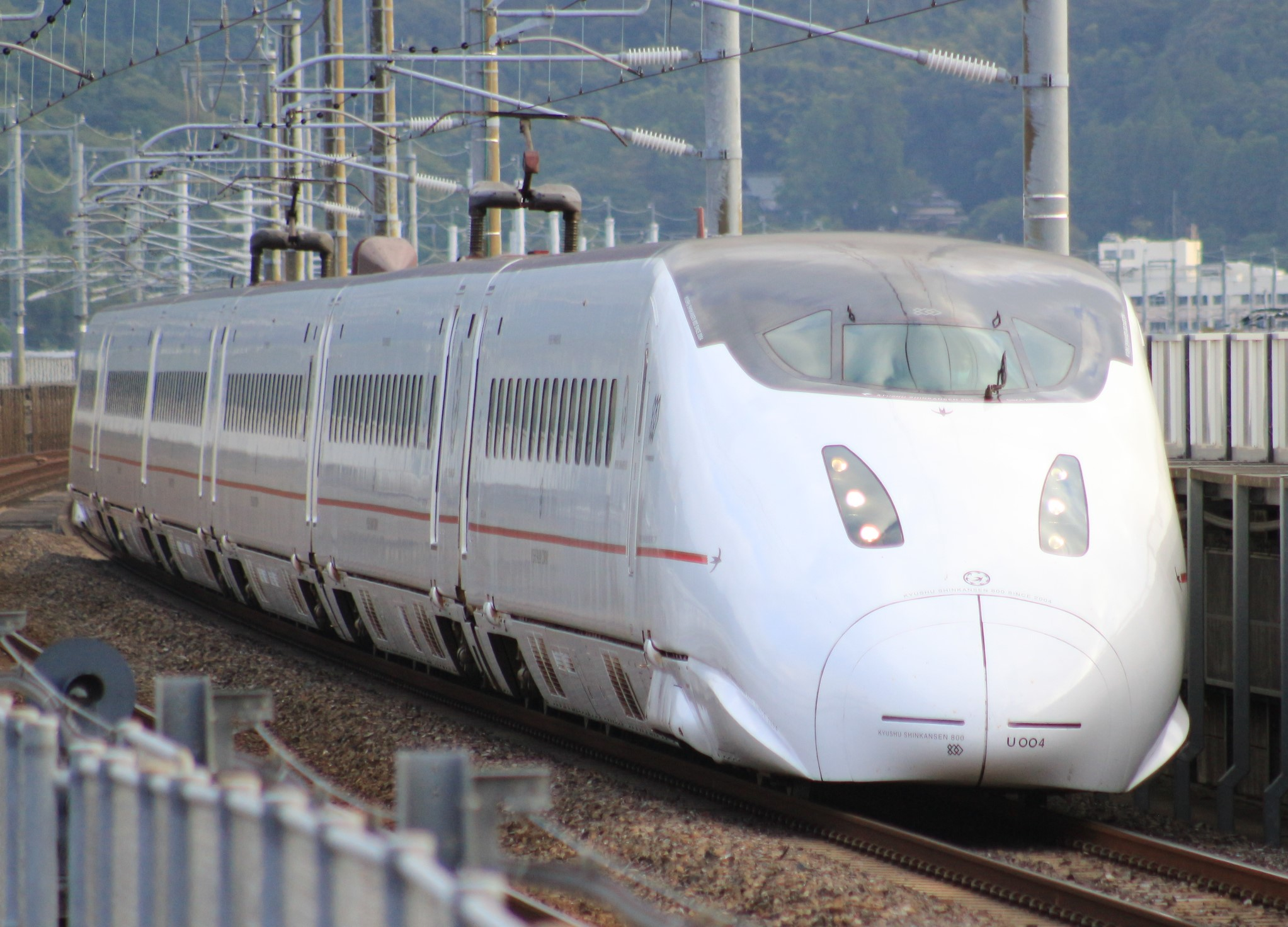
Garnitur U004 aus dem ersten Baulos mit gerade durchgezogener roter Linie und kantigeren Scheinwerfern
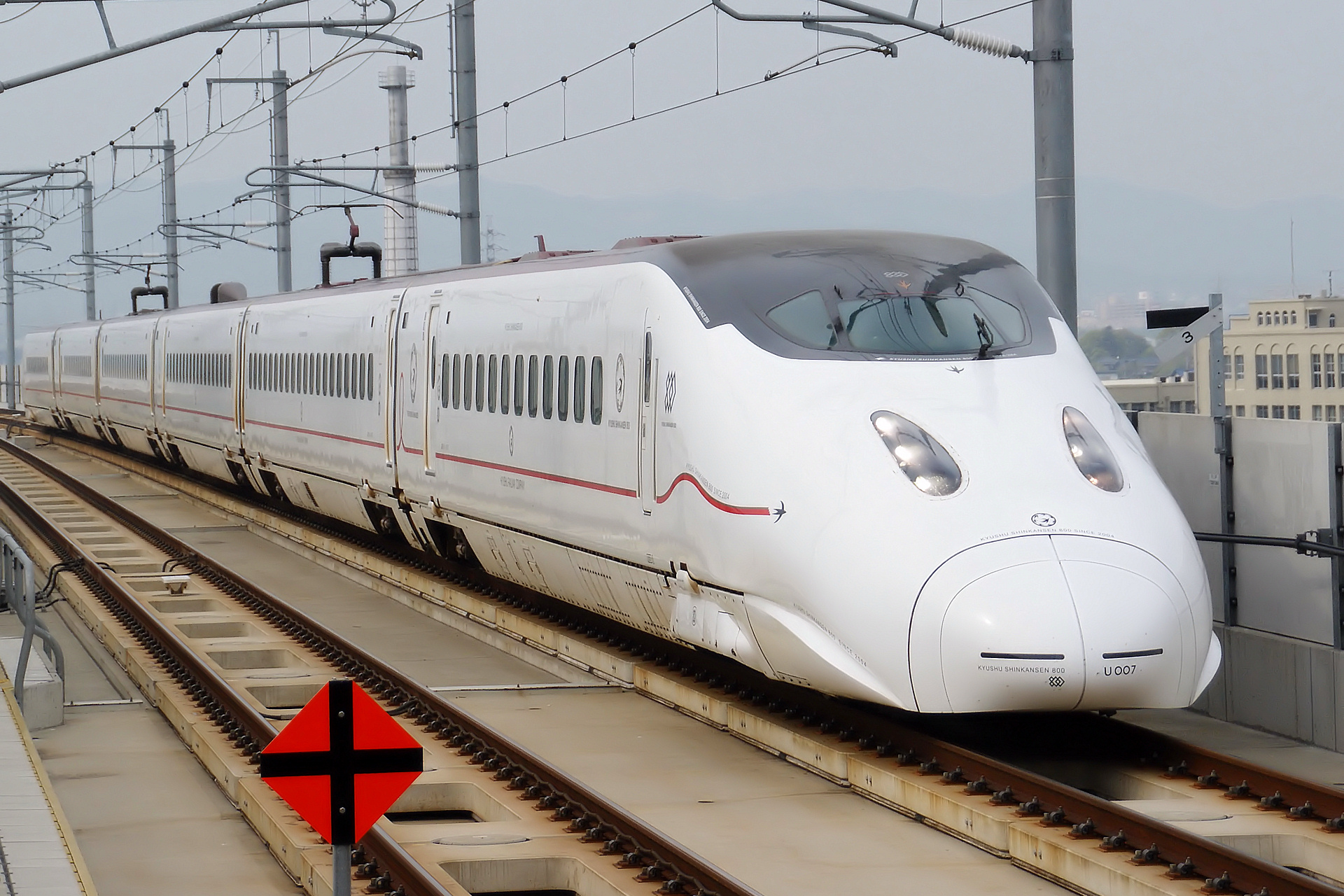
Garnitur U007 aus dem zweiten Baulos mit geschwungener roter Linie und tropfenförmigen Scheinwerfern
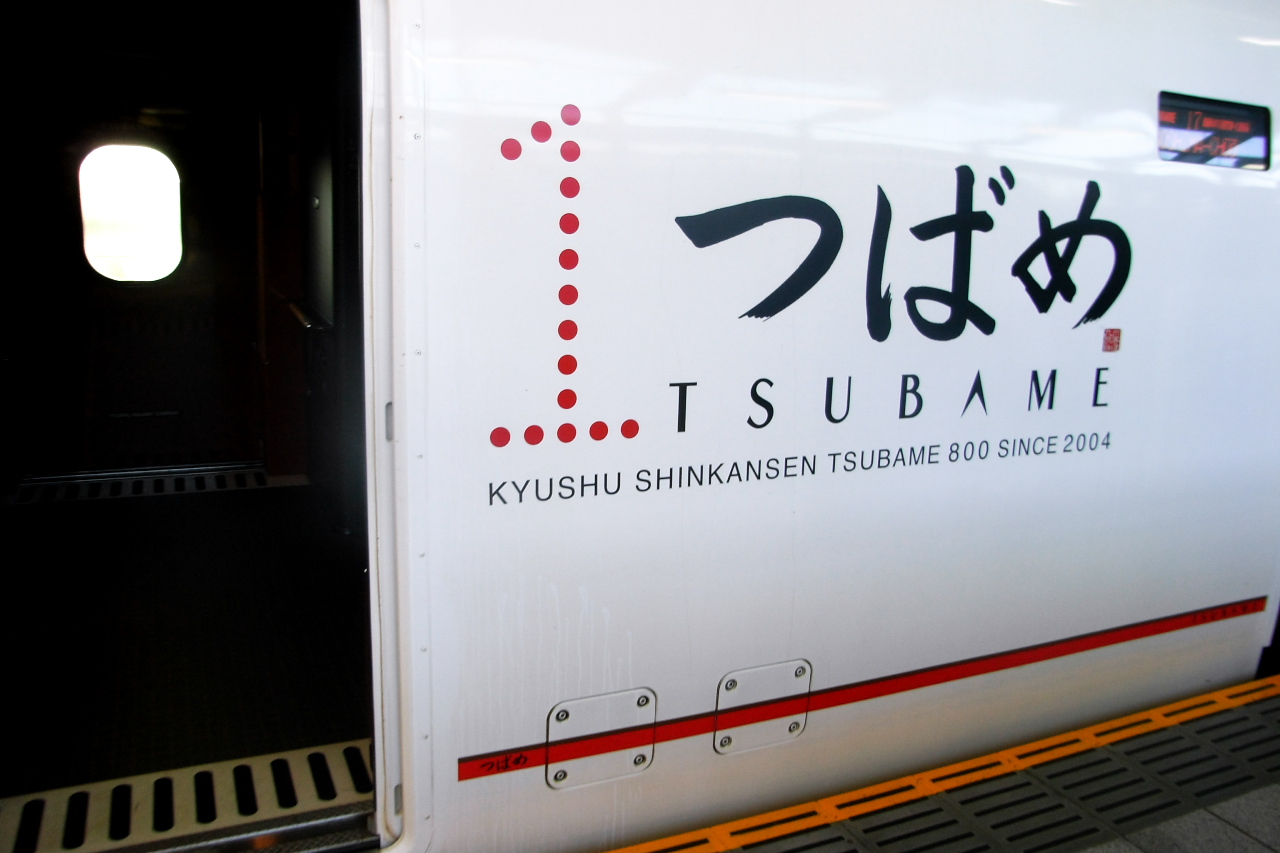
Anfänglich verwendetes Tsubame-Logo
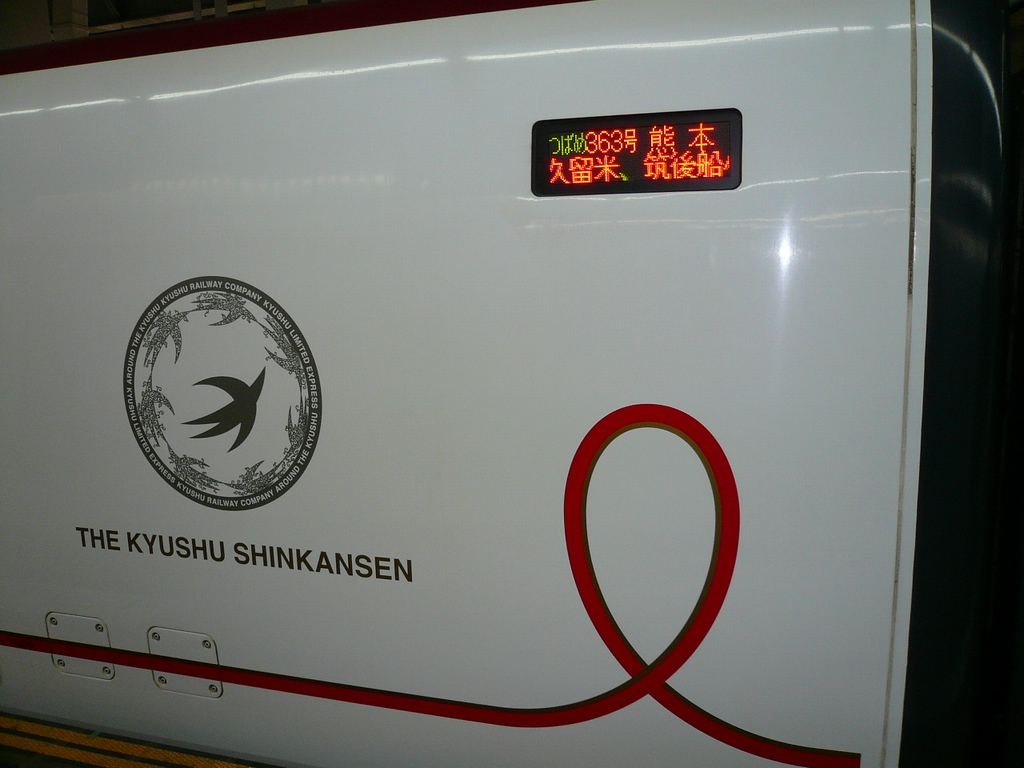
Neues Logo mit stilisierter Schwalbe, aber ohne explizite Nennung der Zugverbindung
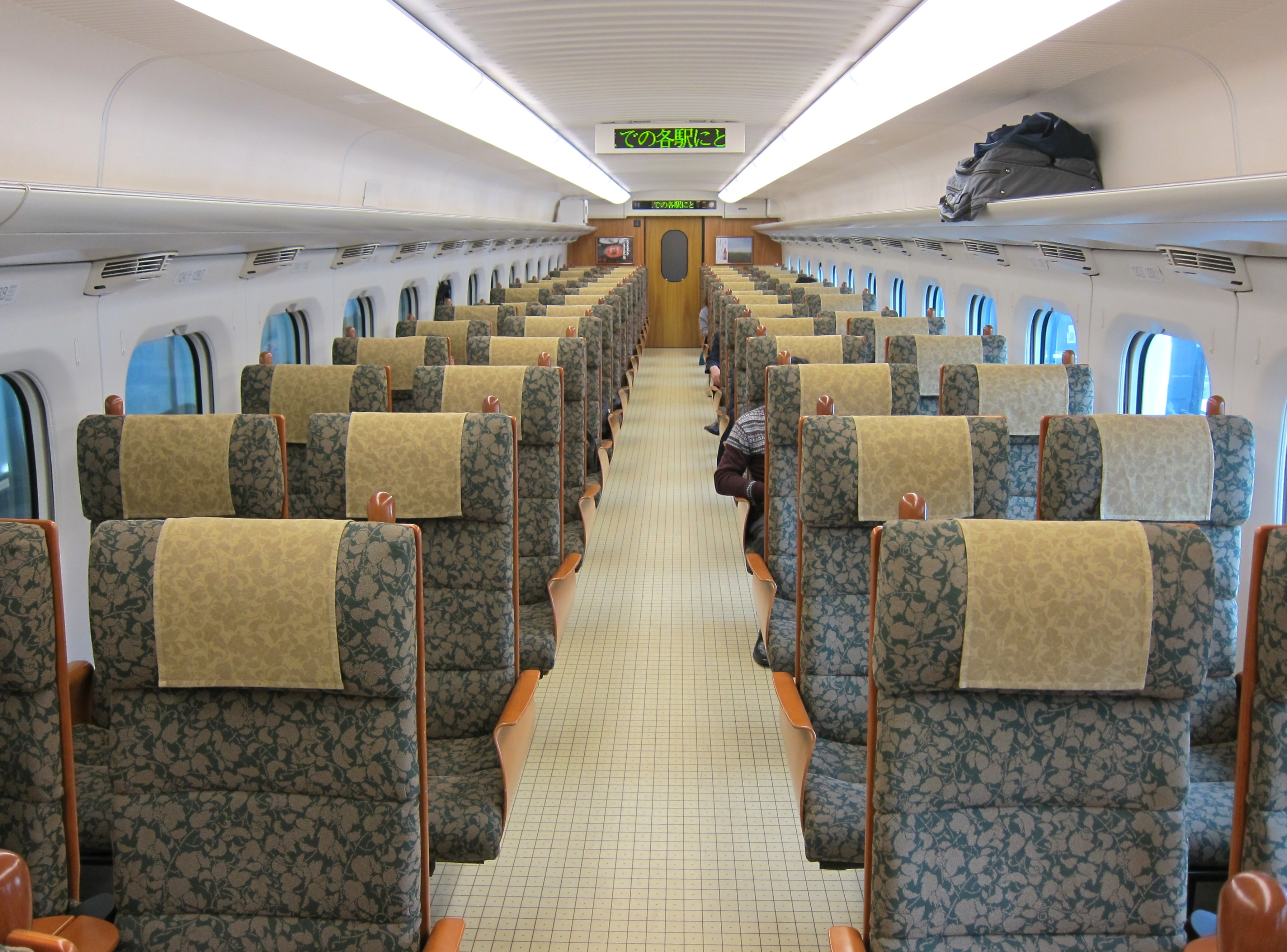
Innenansicht eines Wagens mit dunkleren Sitzbezügen
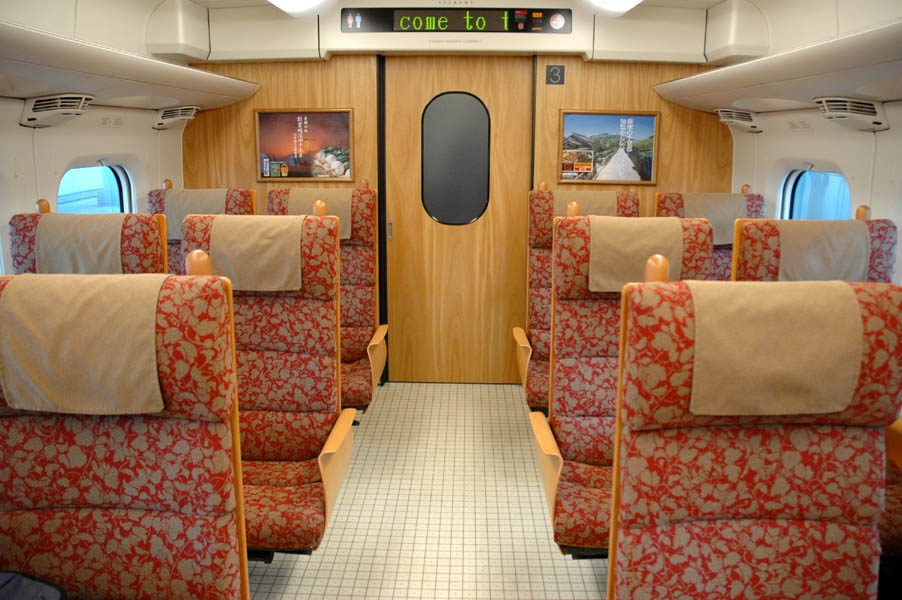
Innenansicht eines Wagens mit rötlichen Sitzbezügen

| Wagennummer    | 1                                                         | 2                             | 3                                       | 4                                       | 5                                                         | 6                                                    |
| -------------- | --------------------------------------------------------- | ----------------------------- | --------------------------------------- | --------------------------------------- | --------------------------------------------------------- | ---------------------------------------------------- |
| Bezeichnung    | Msc                                                       | Mp                            | M2w                                     | M2                                      | Mpw                                                       | Mc                                                   |
| Nummer         | 821                                                       | 826                           | 827                                     | 827-100                                 | 826-100                                                   | 822-100                                              |
| Sitzplätze     | 46                                                        | 80                            | 72                                      | 72                                      | 66                                                        | 56                                                   |
| Ausstattung    | Toilette, Rollstuhlplätze                                 | Pantograph, Telefonzelle      | Toilette                                | Verkaufsautomaten, Dienstabteil         | Pantograph, Toilette, Rollstuhlplätze, Multifunktionsraum | Telefonzelle                                         |
| Farbgestaltung | Rote Sitzbezüge mit Karamatsu-Muster im Nishijin-ori-Stil | Bordeaux-rote Ledersitzbezüge | Karmin-farbene Sitzbezüge im Tweed-Stil | Efeu-farbene Sitzbezüge im Gobelin-Stil | Orange-farbene Sitzbezüge im Tweed-Stil                   | Rote Sitzbezüge mit Efeu-Muster im Nishijin-ori-Stil |

## Sonderbeklebungen und Kampagnen

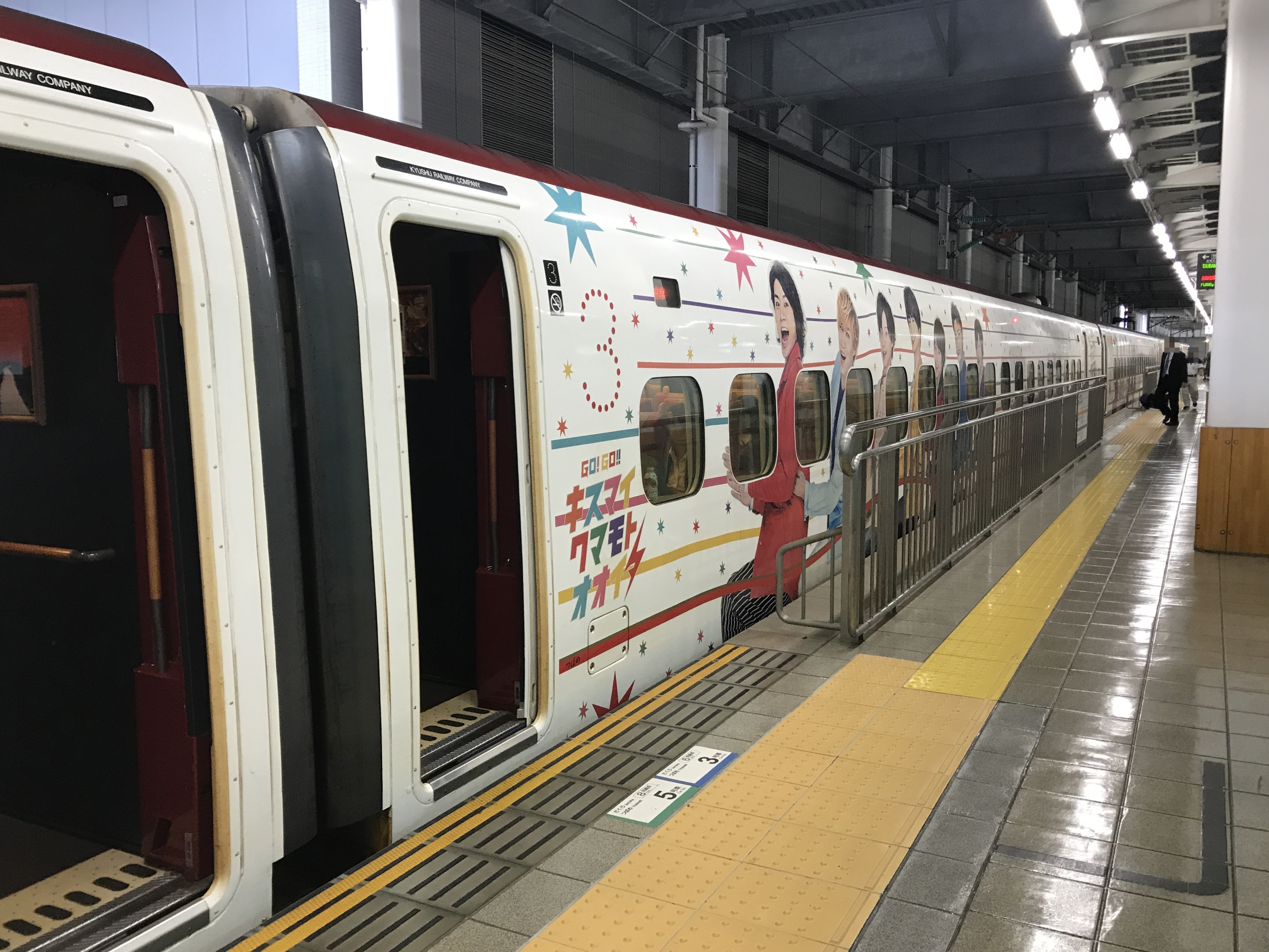
Garnitur U008 mit Kis-My-Ft2-Sonderbeklebung

Die Baureihe 800 wurde seit Einsatzbeginn regelmäßig zu werblichen Zwecke mit auffälligen Sonderbeklebungen versehen. Dabei ist weniger die Vermarktung der Züge als Werbeflächen, sondern die Steigerung der Fahrgastzahlen der Kyūshū-Shinkansen durch geschickte Cross-Promotion das Ziel.
- Zwischen Dezember 2005 und März 2005 war Garnitur U004 anlässlich des Japanisch-Koreanischen Freundschaftsjahres 2005 mit einer Gestaltung vom Koreanischen Künstler Park Yong-ha beklebt.
- Im Juli und August 2009 war Garnitur U004 im Rahmen der „Pokémon Stamp Rally 2009“ im Design der Anime-Serie beklebt. Neben der Außengestaltung des Zuges gab es eine Stempelsammelaktion, an der die Fahrgäste teilnehmen konnten.
- Im September und Oktober 2011 war Garnitur U004 als „Hawks Support Shinkansen“ im Einsatz und dazu mit Fotos der Spieler und des Maskottchens der Baseballmannschaft beklebt.
- Zwischen Dezember 2014 und März 2015 war Garnitur U008 anlässlich des Kinostarts von Yo-kai Watch: Tanjō no Himitsu da Nyan! im Rahmen der Kampagne „Yo-kai Watch x JR Kyushu Kumamoto Station Yo-Kai Jack!!“ mit Charakteren des Animes gestaltet.
- Im Juli und August sowie von Oktober bis Dezember 2015 war Garnitur U007 mit Motiven der japanischen Pop-Band „DREAMS COME TRUE“ im Einsatz, die im Dezember 2015 im Fukuoka Dome auftrat.
- Zwischen Juli und September 2016 wurde Garnitur U001 mit Motiven aus allen Präfekturen Kyūshūs gestaltet. Die Kampagne lief unter dem Motto „Genki-ni! Kyushu“.
- Im Sommer 2016 war Garnitur U008 mit Motiven der japanischen Pop-Band Kis-My-Ft2 beklebt.
- Zwischen Januar und Juni 2018 war Garnitur U009 mit Motiven der historischen Dramaserie „Segodon“ des NHK im Einsatz.
- Anlässlich des 90. Geburtstages von Mickey Mouse war Garnitur U007 im Sommer 2019 mit den weltbekannten Walt-Disney-Figuren beklebt. Neben der Außenbeklebung wurden auch eigens gestaltete Bezüge für die Kopfstützen der Sitze eingeführt.
- Seit September 2020 ist Garnitur U009 als „JR Kyushu WAKU WAKU ADVENTURE Shinkansen“ mit Motiven von Pixar im Einsatz.[2]
- Im März 2021 wurde anlässlich des zehnjährigen Jubiläums der Vervollständigung der Kagoshima-Route der Kyūshū-Shinkansen Garnitur U004 zum Sternschnuppen-Shinkansen (流れ星新幹線, Nagareboshi Shinkansen) umgestaltet. Dazu wurden 132 zuvor von Fahrgästen eingereichte Glückwünsche und Zukunftswünsche in das Design der äußeren Sonderbeklebung integriert sowie weitere 645 Wünsche im Fahrzeuginnern auf Postern ausgestellt.[3] Die Besonderheit des Nagareboshi Shinkansen waren leistungsstarke Himmelsstrahler, die in jedem Fenster auf der in Fahrtrichtung linken Seite angebracht wurden und mit denen während der Vorbeifahrt an drei öffentlich bekanntgemachten Streckenpunkten eine Lichtshow inszeniert wurde.[4] Die erste Fahrt am 14. März 2021 wurde von Höhenfeuerwerk begleitet.[5] Der Nagareboshi Shinkansen war bis zum 28. Mai 2021 auf ausgewählten Tsubame- und Sakura-Verbindungen im Einsatz.